# Алоис Хитлер
Алоис Хитлер (на немски: Alois Hitler) е австрийски държавен служител и баща на немския диктатор и лидер на Нацистката партия Адолф Хитлер.

## Биография
Алоис Хитлер е роден на 7 юни 1837 г. като Алоис Шиклгрубер (Alois Schicklgruber) в Щронес, община Дьолерсхайм, окръг Цветл, Долна Австрия.
Алоис Хитлер е роден незаконно, като произходът на неговия баща остава неизвестен. Оттук идва и теорията, че между него и една от съпругите му, Клара Пьолц, съществува роднинска връзка, като са считани за братовчеди. Също така това създава проблеми на самия Адолф Хитлер, който не успява да докаже чистата си арийска кръв.
С назначаването му за митничар Алоис подава документи, с които иска да му бъде признато фамилното име на пастрока му Хайдлер. По незнайни причини в австрийските регистри Алоис е записан с фамилията Хитлер.
|  | Тази страница частично или изцяло представлява превод на страницата Alois Hitler в Уикипедия на немски. Оригиналният текст, както и този превод, са защитени от Лиценза „Криейтив Комънс – Признание – Споделяне на споделеното“, а за съдържание, създадено преди юни 2009 година – от Лиценза за свободна документация на ГНУ. Прегледайте историята на редакциите на оригиналната страница, както и на преводната страница, за да видите списъка на съавторите. ВАЖНО: Този шаблон се отнася единствено до авторските права върху съдържанието на статията. Добавянето му не отменя изискването да се посочват конкретни източници на твърденията, които да бъдат благонадеждни. |

1. ↑  data.matricula-online.eu